# Forbasy
Forbasy (allemand : Forbs ) est un village de Slovaquie situé dans la région de Prešov.

## Histoire
Première mention écrite du village en 1311.

## Démographie

### Évolution de la population
| Année:               | 1994. | 2004.   | 2014.   | 2024.   |
| -------------------- | ----- | ------- | ------- | ------- |
| Nombre de personnes: | 371   | 387     | 423     | 440     |
| Différence:          |       | +4,31 % | +9,30 % | +4,01 % |

| Année:               | 2023. | 2024.   |
| -------------------- | ----- | ------- |
| Nombre de personnes: | 446   | 440     |
| Différence:          |       | -1,34 % |